# Vụ Lisa Irwin mất tích
 Sự mất tích của Lisa Renée Irwin đã được báo cáo sau khi phát hiện ra rằng cô bé bị mất tích tại nhà ở thành phố Kansas, Missouri, vào sáng sớm ngày 4 tháng 10 năm 2011 

## Sự kiện
Deborah Bradley, mẹ của Lisa, nói rằng cha của cô bé, Jeremy Irwin, đã phát hiện ra cô bé mất tích vào khoảng 4 giờ sáng thứ Ba ngày 4 tháng 10 năm 2011.Theo Deborah, Lisa đã ngủ trên giường khi cô kiểm tra lúc 6:40 chiều hoặc lúc 10:40 Tối thứ hai, nhưng khi Jeremy về nhà muộn vào thứ Ba, anh phát hiện ra "nhiều đèn trong nhà bật sáng, một cửa sổ mở và cửa trước bị mở khóa". Sau đó, gia đình nói với cảnh sát rằng một số điện thoại di động cũng bị mất tích.
Trong quá trình điều tra, hai nhân chứng tuyên bố đã nhìn thấy một người đàn ông đi bộ xuống phố với một em bé. Cảnh sát đã tìm và thẩm vấn một người đàn ông khớp với mô tả của một nhân chứng, nhưng nhân chứng kia cho rằng bức ảnh của anh ta không khớp với người đàn ông họ nhìn thấy.
Vào ngày 19 tháng 10 năm 2011, một cuộc tìm kiếm đã được thực hiện tại nhà Irwin và các tài liệu của tòa án cho thấy một con chó đã ngửi thấy mùi xác chết có thể là Lisa, gần giường của mẹ cô bé. Các vật phẩm được mang ra khỏi nhà vào thời điểm lệnh được thi hành bao gồm một chiếc chăn bông nhiều màu, quần soóc màu tím, áo sơ mi nhân vật Disney nhiều màu, đồ chơi Glo Worm, một chiếc chăn có hình " Ô tô ", cuộn băng keo và một hộp băng.
Trong một cuộc phỏng vấn với Associated Press, Deborah nói rằng cảnh sát đã cáo buộc cô có liên quan đến vụ mất tích của Lisa, và tuyên bố rằng cô đã thất bại trong cuộc kiểm tra máy phát hiện nói dối.
Jeremy Irwin đã xuất hiện trên Today Show cho một cuộc phỏng vấn liên quan đến các sự kiện, nói rằng "Chúng tôi chỉ muốn đảm bảo chúng tôi vẫn đang hợp tác. Chúng tôi vẫn đang nói chuyện với cảnh sát. Chúng tôi đang làm mọi thứ có thể để cố gắng tìm Lisa và đưa cô bé ấy về nhà. " 
Vào tháng 10, gia đình Irwin báo cáo rằng một nhà hảo tâm ẩn danh đã thuê một nhà điều tra tư nhân và đã trao phần thưởng 100.000 đô la cho người tìm thấy Lisa.
Vào tháng 10 năm 2011, Cyndy Short đã ngừng đại diện cho gia đình Irwin, nói rằng cô không thể làm việc với luật sư khác của gia đình, Joe Tacopina. Các anh em trai của Lisa đã được lên kế hoạch phỏng vấn và thu thập các mẫu DNA liên quan đến vụ án, nhưng cha mẹ của họ đã hủy bỏ chúng vào đêm hôm trước, theo Tacopina, luật sư của gia đình, và đã cáo buộc từ chối các nhà điều tra truy cập vào các cậu bé.
Vào tháng 5 năm 2012, Deborah Bradley và Jeremy Irwin đã báo cáo rằng thẻ ghi nợ của họ đã bị sử dụng một cách trái phép trên một trang web cung cấp giấy khai sinh giả. Chương trình Today Show và America Live đều xác nhận rằng trang web này đã tồn tại. Luật sư của họ cũng xác nhận rằng ông đã truy cập trang web. Cảnh sát cho biết họ đang tiếp tục điều tra và họ tin rằng Irwin có thể vẫn còn sống.
Vào tháng 10 năm 2013, một cô bé được cho là Lisa đã được phát hiện trong một trại gypsy (người Di-gan) ở Hy Lạp. Tuy nhiên, nhà chức trách xác định cô bé không phải Lisa Irwin.
Năm 2016, trường hợp của cô bé đã được ghi lại trên podcast The Vanished.